# Windows XP版本列表
Windows XP的最初版本於2001年中發佈。其後，微軟也發佈多個其他Windows XP版本。
Windows XP可通过语言包拥有中文、日语、德语、法语等其他25种语言界面。另外，亦可以得到某些語言的附加使用者界面翻譯。

## 32位版

### 家用版和專業版
微軟發佈的首兩個Windows XP版本分別是設計給家庭用戶的Windows XP Home Edition（家庭版）以及設計給商用及進階用戶的Windows XP Professional（專業版）。
Windows XP專業版提供一些功能是家庭版中沒有的，包括：
- 遠端桌面伺服器（Remote Desktop server），允許另一個Windows XP使用者通過區域網路或互聯網操控一部個人電腦。
- 離線檔案與資料夾，允許個人電腦從另一部經網絡連接的電腦自動儲存一個檔案的副本，並能在它們沒有連接網絡時也能存取那些檔案。[5]
- 加密檔案系統（Encrypting File System），加密儲存在電腦的檔案使其他人不能讀取。[6]
- 集中管理功能（Centralized administration features），包括群組原則、自動軟件安裝及維護（Automatic Software Installation and Maintenance）、漫遊使用者設定檔（Roaming User Profiles）及遠端安裝服務（Remote Installation Service，RIS）。
- 網際網路資訊服務（IIS），微軟的HTTP及FTP伺服器。
- 支持兩個物理中央處理器（CPU）。（因為CPU核心的數目及超執行緒技術在新式的CPU被認為是一個單一物理處理器的一部分，所以家用版是支持多核心CPU的。）[7][8]
- Windows Management Instrumentation Console（WMIC）

### Windows XP Edition N
- 只會在歐盟會員國地區發售，這些版本都沒有內置Windows Media Player，這是由於歐盟以反壟斷法制裁微軟。

在2004年3月，歐洲委員會罰款微軟4.97亿欧元（6.03亿美元）並規定該公司提供一款沒有內置Windows Media Player的Windows版本。委員會斷定微軟「打破了歐盟的競爭法，利用其在個人電腦作業系統市場上近乎壟斷的市場，壟斷工作組伺服器作業系統和媒體播放器的市場。在2004年至2005年的上訴失敗後，微軟與歐盟達成協議，會釋出一個順從法院的版本，即Windows XP Edition N。這個版本沒有內置該公司出產的Windows Media Player，但改為鼓勵用戶下載及使用他們公司的媒體播放器。微軟希望把這個Windows版本命名為「Reduced Media Edition」，但歐盟管理者反對，並建議以「Edition N」作為Windows XP的家用版及專業版的命名，「N」意指「not with Media Player」（沒有內置媒體播放軟體）。事實上，由於這版本的價錢與內置Windows Media Player版本的價錢一樣，戴爾、惠普、聯想及富士通-西門子電腦公司選擇不進貨該產品。但是，戴爾亦曾提供此作業系統一段短時間。消費者對此產品的興趣大減，概略地估算，僅1,500套產品出貨給OEM廠商，且沒有任何消費者的消費報告。

這個Windows XP版本亦不包含Windows Movie Maker，但微軟提供這個軟件的獨立下載。

### Windows XP K及KN
Windows XP K和KN為僅在南韓地區銷售的版本。
在2005年12月，韓國公平交易委員會命令微軟提供不包含Windows Media Player或者Windows Messenger的Windows XP及Windows Server 2003版本。與歐洲委員會的判決相似，這個判決基於微軟在濫用其佔有優勢的市場，把其公司的其他產品推到消費者。與那個判決不同，但是，微軟也被迫在南韓的市場撤回不符合規定Windows版本，也因此南韓判決的結果是微軟於2006年8月釋出「K」及「KN」改變的家用版及專業版。

### 入門版
為了壓制東南亞區高盜版率所帶來的威脅，微軟在東南亞地區國家如馬來西亞、印尼、泰國等多國發佈了相關語言的入門版Windows XP，稱為Windows XP Starter Edition。該版本以非常低的價格來吸引一些買不起高價Windows XP（專業版與家庭版）的家庭用戶或一些學校、政府機構等。不過，入門版的Windows XP有許多功能上限制，例如只支持最高512MB記憶體（即使安裝更多的記憶體，系統亦只能辨識及使用到512MB記憶體）、只能同時運行3個應用程序（是指有實體窗口的應用程序，後台工作的進程不在此列）、只能設置單一使用者帳戶及不能使用最佳視覺效果等等。

### 媒體中心與平板電腦版
Media Center Edition（媒體中心版）是設計給媒體中心個人電腦使用，簡稱Media Center。在2002年11月，微軟發佈了兩個為特殊硬件使用的新版本XP：Windows XP Media Center與Windows XP Tablet PC Edition。兩者都是Windows XP Professional的超集，皆提供原有Windows XP Professional所具備的所有功能和安全性。目前，這些個人電腦包括惠普Media Center，以及Alienware Navigator系列等。這些電腦配有遙控器，可以控制Windows XP Media Center上的媒體播放功能。Windows XP Media Center版本必須與這些計算機捆綁銷售，而不允許單獨購買，如果購買了單獨出售的Windows XP Media Center就會被視為使用盜版軟件。
Windows XP Media Center Edition 2005的重要功能

- 多調諧器支援（可錄製同時段的兩個節目，並欣賞另一個先前已錄製的節目）
- 支援數位和高畫質電視節目
- 內建CD和DVD 燒錄功能
- 搭配支援DVD燒錄功能的Windows Movie Maker 2.1
- 網際網路電台
- 使安裝更容易的增強版安裝精靈

發佈

Windows XP Media Center Edition曾經有4次發佈。
- Windows XP Media Center Edition（代號"Freestyle"，2002年6月）
- Windows XP Media Center Edition 2003（代號"Freestyle"，2002年9月）
- Windows XP Media Center Edition 2004（代號"Harmony"，2003年11月）
- Windows XP Media Center Edition 2005（代號"Symphony"，2004年11月）

### Tablet PC Edition

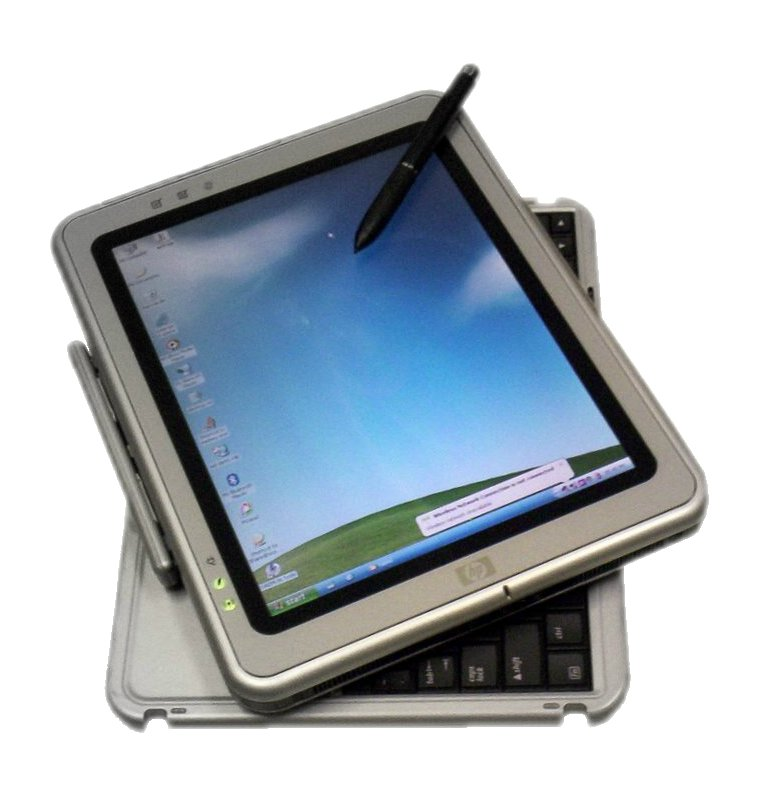
运行Windows XP Tablet PC Edition的HP Compaq TC1100平板电脑

它的開發代號為「Lone Star」，為平板電腦設計的Windows XP Tablet PC Edition，帶有支持觸屏手寫的特性，還加上了增強的筆墨功能。這個版本同樣只能與平板筆記本電腦捆綁銷售，並不可以單獨購買。Windows XP Tablet PC Edition曾經有2次發佈。
- Windows XP Tablet PC Edition（2002年11月）
- Windows XP Tablet PC Edition 2005（代號"Lonestar"，2004年8月）

## 64位版
在Windows XP的歷史上，微軟先後發布支援兩種不同架構的64位版本。但它們都沒有像32位版那樣在市場上取得成功。

### Windows XP 64-bit Edition
2001年10月當Windows XP正式發布時，微軟發布針對安騰處理器的版本Windows XP 64-Bit Edition，成為當時Windows XP家族中的一員。專業版中的多數多媒體相關的功能並不包含於這個版本中，從功能的角度上看它與專業版不處於同一水平。加之它多由基於安騰處理器的工作站系統一同出售，沒有採用前兩個版本所採用的系統激活策略，因此不能將它簡單的看作是專業版的安騰化，而是單獨的一個適用於64位運算的XP版本。由於安騰所採用的IA-64架構與IA-32有本質的區別，為了保證平滑的過渡，這類處理器往往內置一個x86運行引擎來單獨運轉x86指令。而為了兼容基於IA-32的軟體，在這個版本中內置WoW64(Windows on Windows 64-bit)的軟體層來捕捉IA-32指令，並將處理器陷入x86引擎來進而運轉軟體。然而這個引擎的性能並不理想，加之對這一版本支援的軟體屈指可數。微軟在2002年發布Service Pack 1後，便被後文中所提到的版本取代。
微軟在2003年3月28日發佈了針對第二代安騰處理器的Windows XP 64-Bit Edition Version 2003。與前版不同，它包含了很多在專業版中的功能，如媒體播放器。但仍與專業版在功能上不處於同一水平，僅僅是64位版的第二個版本而已。但由於它與Windows Server 2003同時發布，並採用相同的核心代碼，因此它更像是Windows NT 3/4時代的工作站版。在2005年初，隨著最後的安騰工作站供應商惠普的退出，它在Service Pack 1發布之前便被微軟早早的放棄掉了；取而代之的是下文所提及的基於另一個架構的64位版本。

### Windows XP Professional x64 Edition
早在Windows XP發布之初，微軟便有意向支持基於AMD64架構的處理器，但由於成型的處理器並沒有大量生產，加之安騰先一步的出現，使微軟對它處於一種保守的支持態度。最早的公眾可見版是2003年9月發布的Windows XP 64-Bit Edition for AMD Opteron and AMD Athlon 64 systems，事實上它是Windows XP 64-Bit Edition Version 2003的AMD64化，基於開發過程的Service Pack 1代碼庫。由於當時英特爾期待向安騰的過渡，遲遲未將傳說中的64位Yamhill處理器公眾於世，這使得AMD64搶先一步被微軟所接納。AMD64並不是一個革新的架構，而是類似於80286到80386的衍變，並且這類處理器使得基於IA-32架構的軟件可以在性能不受損的情況下運轉，保留了原有軟件的投入並加速了應用軟體向64位的過渡。鑒于此勢英特爾後來發佈的處理器對這個架構盡可能的支持(兼容)，對這一支持技術英特爾先後稱為Intel EM64T和Intel64；為了避免混誵而將安騰處理器使用的架構IA-64稱為Itanium Processor Architecture（安騰處理器架構）。
隨著基於AMD64處理器的平民化，加之雅典奧運開幕式左右英特爾發布第一款支持EM64T的Pentium 4後，逐步的將全線主流產品轉入對64位元運算的支持，使得大部分當時的電腦都具有運行64位系統的潛能。相對於安騰全平台革新性的做法，這類平台並沒有明顯的變化。這些特性催促著微軟可以開發出一個利用這個架構特性的64位專業版。終於在2005年3月微軟發布了支持這一架構的Windows XP Professional x64以及和它對應的伺服器版本——保留了微軟自Windows NT 3.0以來發布視窗的傳統。在這個版本中AMD64與EM64T處理器被同時支持，冠以x64下。

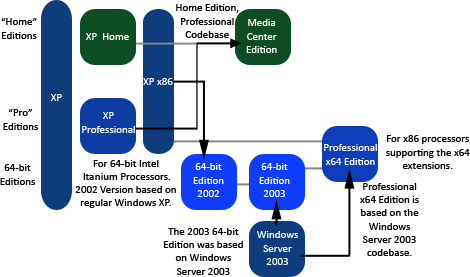
Windows XP Professional x64 Edition

儘管微軟的安騰桌面平台的支持終於Windows XP 64-Bit Edition Version 2003——未能像伺服器部分進入到了後來的Serivce Pack階段，但更多的設計初衷在這一架構中得到了借尸還魂；並且它也包含了專業版中的完整功能，使得它成為64位版與專業版在功能化的最終繼承。

### 功能與特點
微軟桌面產品對64位運算的第一次支援，更多處理器和更大內存的支持。
通過Windows on Windows 64軟體層提供對原32位應用軟體的支援，摒棄了對DOS和16位視窗軟體的支援。
在安騰版本中第一次引入了對Intel EFI固件桌面級的支援，而x64位版則延遲到了Windows Vista SP1時代。

## 供嵌入式系統使用的版本

### Windows XP Embedded
為了在嵌入式系統市場的佔有率，微軟繼前兩代的嵌入式操作系统Windows NT Embedded與Windows 2000 SAK之後，發佈了Windows XP嵌入式版本，即Windows XP Embedded。比較前兩代的微軟的嵌入式操作系统，Windows XP Embedded在功能上有很大的加強。

## Windows Fundamentals for Legacy PCs
2006年7月，微軟公司發表了瘦客戶端（Thin client）版本的Windows XP：Windows Fundamentals for Legacy PCs（WinFLP），具有「軟體保證」的客戶將可在使用已授權版本的Windows Professional環境下，可使用Windows Fundamentals for Legacy PC，它是一款以Microsoft Windows XP Embedded Service Pack 2（SP2）為基礎的限制型作業系統，可提供一種過渡時期的選擇方案，它是專為擁有執行舊版作業系統的舊版PC，且目前還無法採購新硬體的客戶所設計（降低整體擁有成本）。把舊PC轉化為更跟得上時代、更安全的系統，讓舊PC獲得XP的若干安全功能加持（改善整體安全性），並採用軟體解決方案填補硬體更新所產生的分歧，解決許多企業擁有眾多舊Windows PC，但一時無法汰舊換新，或無法輕易升級至Windows XP的問題，因而延長舊電腦的使用年限，尤其當換電腦時，可更加容易轉移到Windows Vista Enterprise之作業系統。

## 中文語言版
Windows XP發布以來擁有三個不同的中文語言版，即微软（中國）本地化的簡體中文版、微软（台湾）开发的繁體中文版（香港版和台湾版）。

### 台灣版的差異
台灣版在日期設定中擁有民國紀年日期格式的額外選項。如需顯示粵語字，香港版和台湾版都必須手動安裝HKSCS修補程式。

## 外部連結
- Windows XP Media Center Edition主頁（英文）
- Windows XP Professional x64 Edition主頁（英文）